# Netia K2 Expedition
Netia K2 Expedition – zimowa wyprawa wysokogórska na K2 zorganizowana w 2002 roku.
Kierownikiem wyprawy był Krzysztof Wielicki. Wspinaczom nie udało się dokonać pierwszego zimowego wejścia na szczyt. Patronat nad wyprawą objęła TVP przeprowadzając kilkadziesiąt relacji telewizyjnych ze studia w bazie pod K2. Zostały również zrealizowane dwa filmy dokumentalne: "Na krawędzi" Aleksandra Dembskiego i "W cieniu K2" Roberta Wichrowskiego. Członkami zespołu byli wspinacze z Polski, Kanady, Kazachstanu, Uzbekistanu i Gruzji. Maksymalna wysokość jaką udało się osiągnąć to 7630 m n.p.m.